# Харсіцька Полона
Харсі́цька Поло́на — ботанічний заказник місцевого значення в Україні. Об'єкт природно-заповідного фонду Полтавської області. 
Розташований у межах Чорнухинського району Полтавської області, між селами Харсіки та Бондарі. 
Площа 174 га. Створений у 1994 році. Підпорядкований державному підприємству «Пирятинський лісгосп».
Заказник створено з метою охорони та збереження лісового масиву на мальовничих крутосхилах долини річки Босаха (Полонка). 
Схили балки заліснені робінією звичайною. Найбільшу площу в заказнику займає неглибоке заболочене днище балки, де зростають очерет звичайний, сідач коноплевий, валеріана висока, осока загострена, півники болотні. Деревно-чагарникова рослинність балки представлена вільхою чорною, вербами білою, попелястою, ламкою, тритичинковою, п'ятитичинковою.
По периферії болота зростають вербозілля лучне, герань лучна, перстач гусячий. Є невелика ділянка насаджень тополі чорної з підліском із свидини криваво-червоної, крушини ламкої, бруслини європейської. Трапляється регіонально рідкісний оман високий.

## Галерея

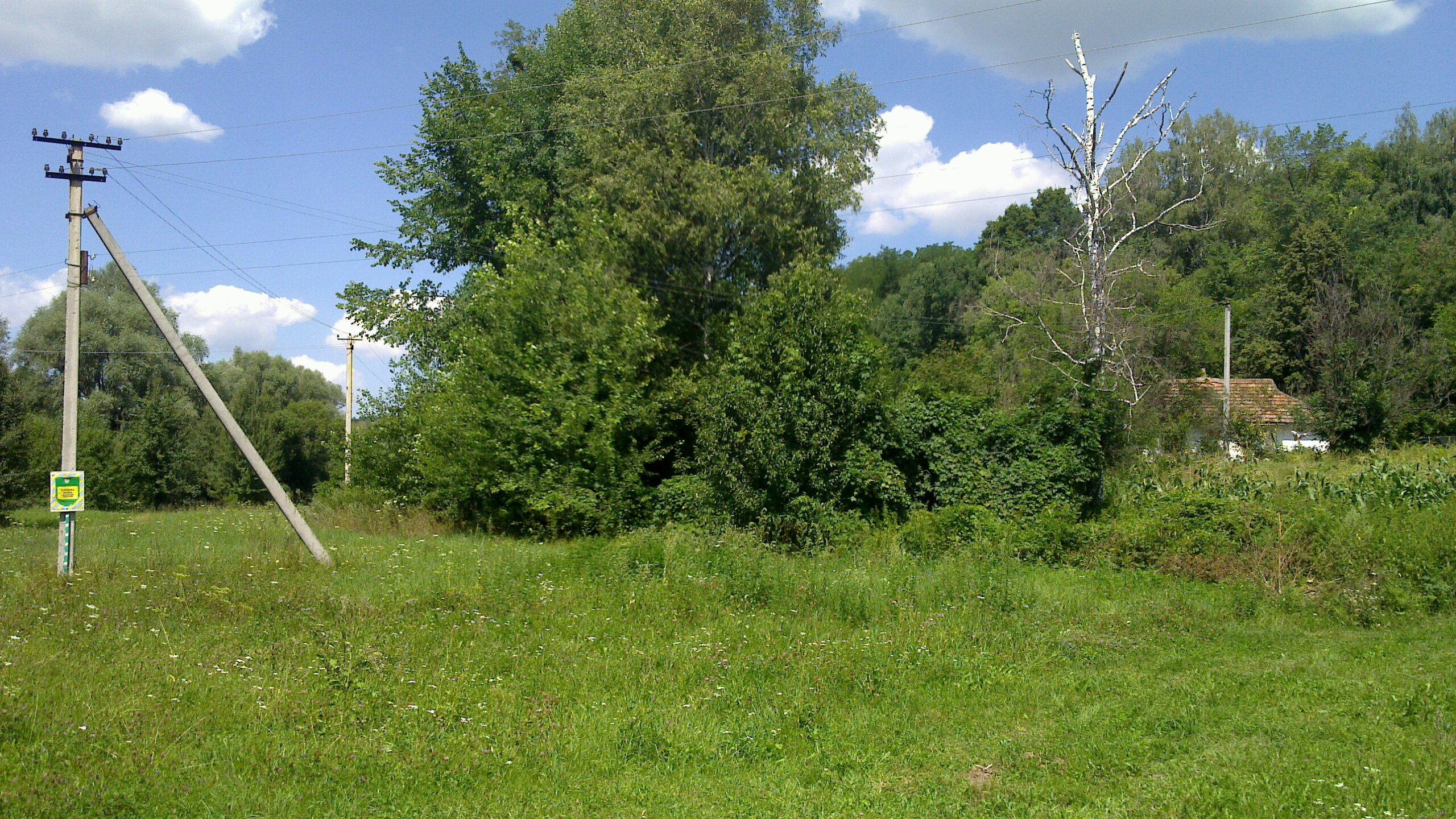
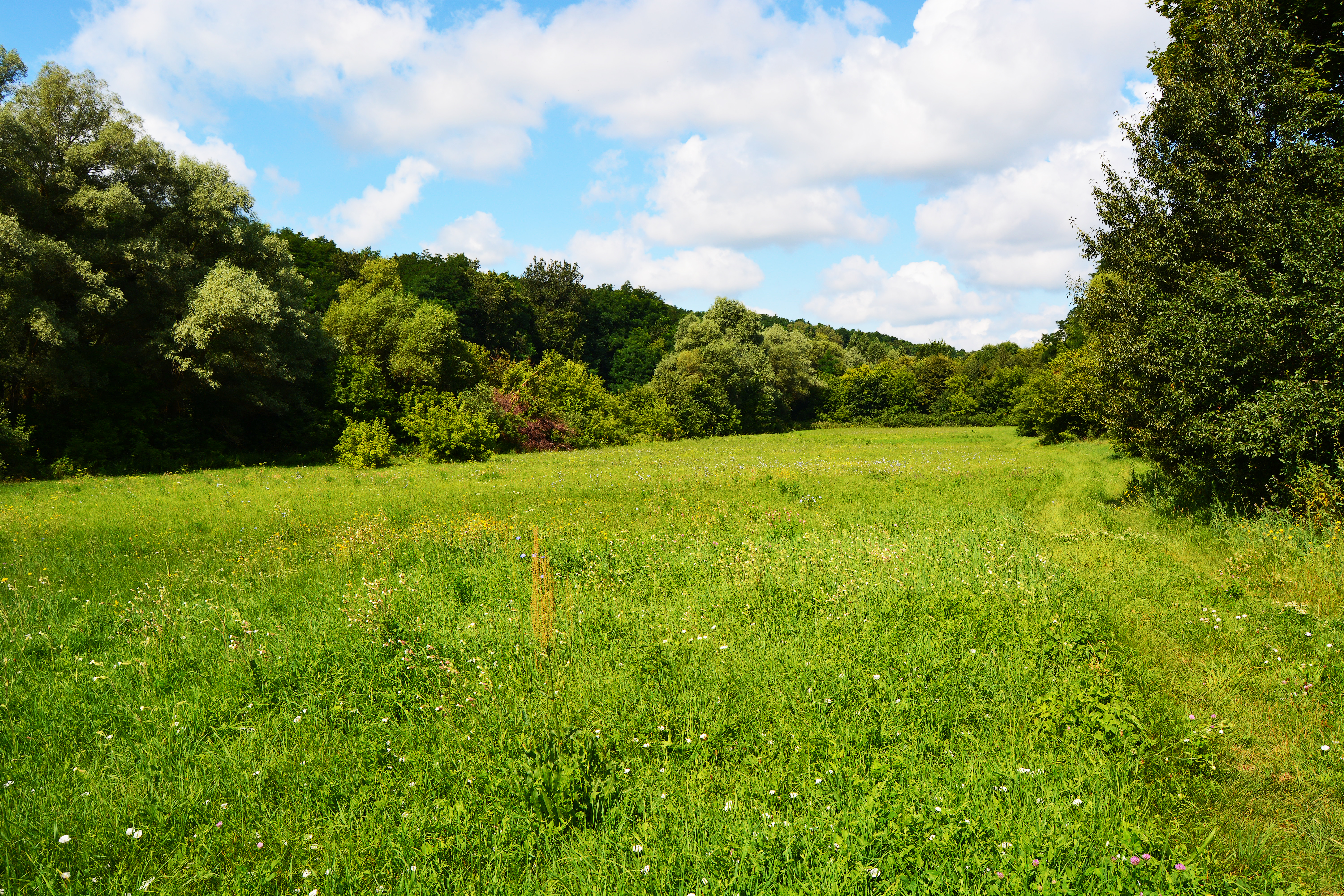
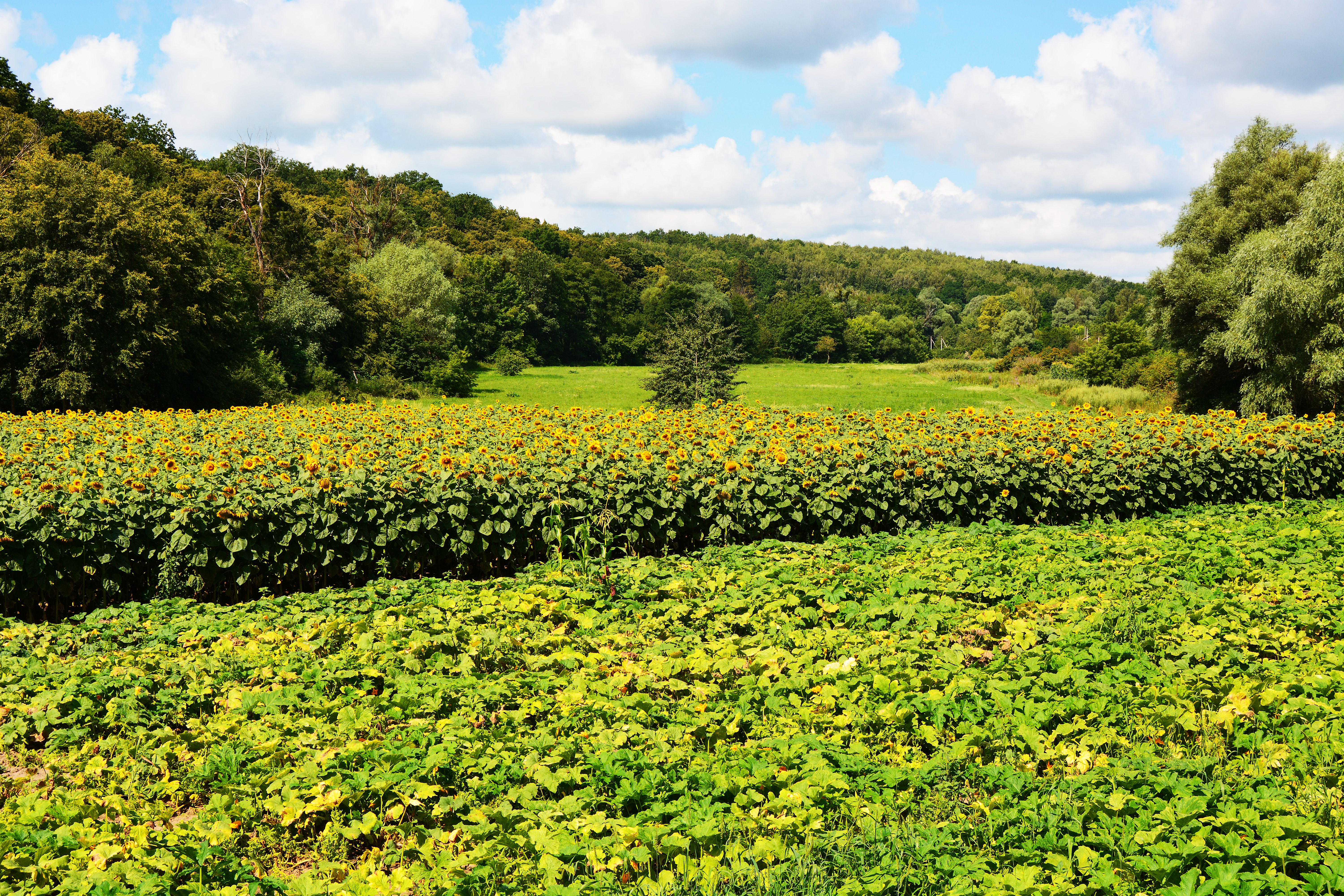